# جنایت و مکافات (فیلم ۲۰۰۲)
جنایت و مکافات (به انگلیسی: Crime and Punishment) یک فیلم درام آمریکایی-روسی-لهستانی محصول سال ۲۰۰۲ به نویسندگی و کارگردانی مناهم گولان با بازی کریسپین گلاور و ونسا ردگریو است. این اثر اقتباسی از رمانی به همین نام اثر فیودور داستایفسکی در سال ۱۸۶۶ است. این فیلم در سال ۱۹۹۳ فیلمبرداری شد اما تا سال ۲۰۰۲ اکران نشد.
انتشار این فیلم به دلیل مسائل قانونی محدود شده بود که باعث شد آن را در حکم ورشکستگی توقیف کند. در نهایت در بریتانیا به صورت دی‌وی‌دی منتشر شد.

## داستان
اگرچه داستان جنایت و مکافات در قرن نوزدهم نوشته و روایت می‌شود، اما این نسخه سینمایی در فضای آن زمان در اواخر قرن بیستم اتفاق می‌افتد. رودیون راسکولنیکوف، دانشجوی بیست و چند ساله‌ای که در مسکو زندگی می‌کند، مقاله‌ای منتشر کرده است که در آن استدلال می‌کند که برخی از افراد برتر می‌توانند قانوناً قوانین را نادیده بگیرند، حتی قوانینی که علیه قتل هستند. او این تئوری متکبرانه را با قتل یک پیرزن که یک گروفروش است و خواهرش که به‌طور تصادفی شاهد جنایت است عملی می‌کند. پس از آن، راسکولنیکف به‌طور فزاینده ای توسط وجدان خود شکنجه می‌شود.